# Blanca Gil
Blanca Gil Sorlí (n. Vinaroz, Castellón el 19 de septiembre de 1983) es una jugadora española de waterpolo.

## Biografía
Blanca Gil nació el 19 de septiembre de 1983 en Vinaroz, se mudó a Mallorca con su familia y allí a una temprana edad empezó su carrera en el mundo del waterpolo en el Club Natació Ciutat. Enseguida destacó por su gran habilidad en este deporte y fue escalando hasta lograr los nombrosos títulos que la coronan como una de las mejores jugadoras de la historia del waterpolo.
El año 2000 empezó a jugar con la selección española, con la que jugaría 12 años hasta el año 2012.
Fue deportista en el CAR (Centro de Alto Rendimiento) del año 2000 al 2004. Ha sido considerada deportista de élite del año 2005 al 2012.
En julio de 2009 disputó el mundial de natación sin saber que tenía un cáncer de útero. A su vuelta del mundial se operó y tras superar varios problemas ha podido volver a jugar. En 2010 revalidó el título de liga de Italia y fue considerada la MVP de la liga con 91 tantos.
En el verano de 2011 fue sancionada dos años sin poder jugar en la Serie A italiana tras su traspaso frustrado del Orizzonte al Pro Recco, al cambiar la normativa.
En la actualidad está retirada de su carrera como jugadora.
En la temporada 2020/2021 retorna a las piscinas tras estar alejada durante unos años y ficha por el Mallorca Waterpolo Club con quien conquista la Liga Balear y afronta la fase de ascenso a 1.ª división femenina.

## Clubes
- Club Natació Ciutat de waterpolo  ( España)
- Club Esportu Mediterrani ( España)
- Club Natació Sabadell ( España)
- Club Mediterráneo Corona de Catania ( Italia)
- ASD Roma ( Italia)
- Associazione Sportiva Orizzonte Catania ( Italia)
- Olympiacos CFP ( Grecia)
- Blu Team Catania ( Italia)
- Nireas ( Grecia)[3]
- Mallorca Waterpolo Club ( España)

## Títulos
Historial de clubes:
- Campeona Liga Catalana: 2000, 2001, 2002, 2003 y 2004
- Campeona Liga Balear: 2021
- Campeona Campeonato de España Juvenil: 2001
- Campeona Liga Nacional: 2001, 2002, 2003 y 2004
- Bronce Copa de la Reina: 2001, 2003
- Campeona Copa Su Majestad la Reina: 2002, 2003 y 2004
- Oro Copa de Europa: 2005, 2006
- Oro Copa LEN: 2007
- Campeona Liga Italiana: 2005, 2006, 2008, 2009, 2010, 2011 y 2013
- Tercera clasificada liga Italiana: 2007
- Campeona Copa Italiana: 2010, 2011
- Bronce Copa LEN: 2011
- Segunda clasificada liga Griega: 2011

Individual:
- Mejor jugadora y segunda máxima goleadora Campeonato España Júnior 2003
- Máxima goleadora de la liga Italiana: 2006, 2007, 2008, 2009, 2010 y 2011
- Mejor Jugadora de la liga Italiana: 2006, 2007, 2008, 2009, 2010
- Máxima goleadora y mejor jugadora de la Copa De Europa de clubes: 2006 y 2008
- Mejor jugadora y máxima goleadora de la Copa LEN 2007

Historial con la Selección española:
- Bronce campeonato de Europa Júnior de Loulé (Portugal) 2002
- Bronce campeonato Mundial Júnior de Calgary (Canadá) 2003
- Mundial de Barcelona 2003: 8.º puesto
- Europeo de Liubliana 2003: 6.º puesto
- Mundial de Montreal 2005: 11.º puesto
- Europeo de Belgrado 2006: 4.º puesto
- Mundial de Melbourne 2007: 7.º puesto
- Plata Europeo de Málaga 2008
- Mundial de Roma 2009: 8.º puesto
- Liga Mundial 2009: 4.º puesto
- Europeo de Zagreb 2010: 5.º puesto
- Mundial de Shanghái 2011: 11.º puesto

Individual:
- Europeo Júnior 2002: Mejor jugadora y máxima goleadora
- Mundial Júnior 2003: Mejor jugadora y segunda máxima goleadora
- Máxima goleadora de la Liga Mundial 2006
- Mejor Jugadora del Mundo (LEN AWARDS) 2007
- Máxima goleadora de Mundial Melbourne 2007
- ALL STARS DREAM TEAM: 2005, 2007, 2009 y 2011
- Mejor jugadora de la Liga Mundial 2010
- Máxima goleadora del Mundial Shanghái 2011